# Orchestra of the Music Makers
L'Orchestra of the Music Makers est un orchestre basé à Singapour, composé de musiciens bénévoles et de musiciens professionnels.

## Historique
L'Orchestra of the Music Makers est fondé en 2008. Son nom vient du poème Ode écrit en 1874 par Arthur O'Shaughnessy.
L'orchestre donne un concert en août, organisé par HSBC. Dirigé par Chan Tze Law, il accompagne les solistes Clare Yeo, Janani Sridhar et Gabriel Ng. En août 2009, l'orchestre reçoit l'HSBC Youth Excellence Award.
L'orchestre est composé de plus de 120 musiciens.
L'orchestre édite un premier CD sous son propre label, OMM Live!, contenant l'enregistrement de la Symphonie no 1 « Titan » de Gustav Mahler réalisé lors d'un concert donné en janvier 2010. Vient ensuite un second CD sur la Symphonie no 2 « Résurrection » de Mahler, dont l'enregistrement a été effectué lors d'un concert donné en juin 2010.